# Alaa Salah
Alaa Salah (in arabo آلاء صلاح‎?, Ālāʾ Ṣalāḥ; Khartum, 1996) è una studentessa sudanese, nota per le sue proteste contro il governo locale.

## Biografia
Figlia di una fashion designer e di un lavoratore del settore edile, studia ingegneria e architettura alla Sudan International University di  Khartoum.
Da dicembre 2018, hanno luogo una serie di proteste nei confronti del presidente Omar al-Bashir che chiedono riforme economiche e le dimissioni del presidente.
Come risultato delle proteste nel febbraio 2019 è stato dichiarato lo stato di emergenza.
Il 6 e il 7 aprile arrivano le più grandi proteste dalla dichiarazione dello stato di emergenza.
L'esercito è stato visto proteggere i protestanti dalle forze di sicurezza. Infine le proteste portano alla rimozione militare dal potere di al-Bashir, installando un consiglio di transizione guidato da Ahmed Awad Ibn Auf, ma i dimostranti, tra cui Salah, dichiararono che era soltanto un cambio di comando dello stesso regime e richiesero un consiglio di transizione civile.